# Fredrick Vieche
Fredrick Vieche war ein US-amerikanischer Politiker. Zwischen 1880 und 1881 war er kommissarischer Vizegouverneur des Bundesstaates Indiana.
Die Quellenlage über diesen amerikanischen Politiker ist extrem schlecht. In den spärlichen Quellen gehen sogar die Schreibweisen seines Nachnamens auseinander; teilweise wird er als Frederick Viehle aufgeführt. Verbürgt über sein Leben und Wirken ist nur folgendes: Er lebte zumindest zeitweise in Indiana und war Mitglied der Demokratischen Partei. Für diese wurde er in den Senat von Indiana gewählt und war im Jahr 1881 dessen Vorsitzender.
Nach dem Tod von Gouverneur James D. Williams im November 1880 wurde dessen Vizegouverneur Isaac P. Gray sein Nachfolger. Als Präsident des Staatssenats übernahm verfassungsgemäß Fredrick Vieche nun kommissarisch das Amt des Vizegouverneurs, das er zwischen dem 20. November 1880 und dem regulären Ende der Amtszeit am 8. Januar 1881 bekleidete. Dabei war er Stellvertreter des Gouverneurs und Vorsitzender des Staatssenats. Nach dem Ende seiner Zeit als Vizegouverneur verliert sich seine Spur.